# Hakenbein

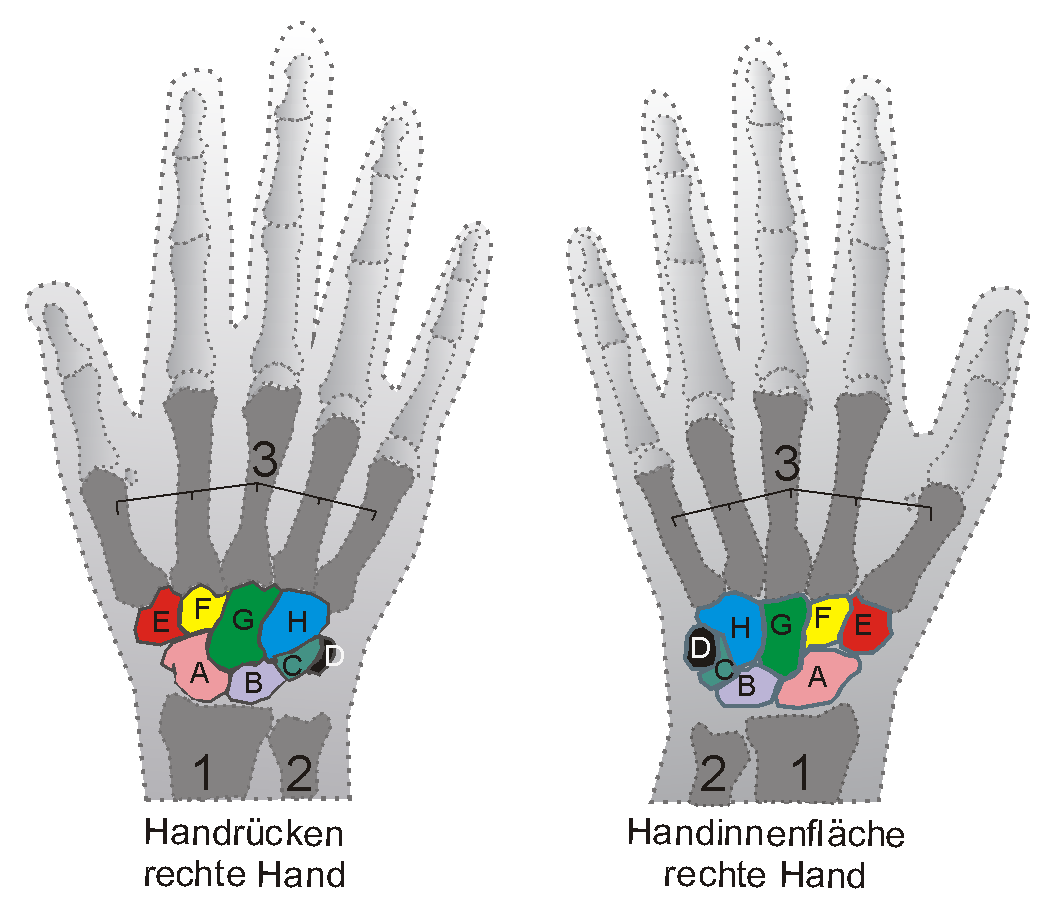

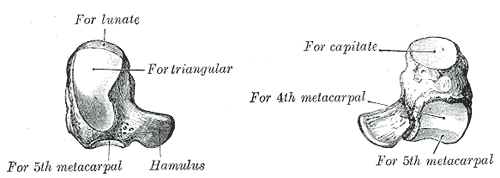
Zeichnung des Hakenbeines mit Darstellung der Gelenkflächen

Das Hakenbein (lateinisch Os hamatum, Os carpale quartum) ist einer der acht Handwurzelknochen und gehört der körperfernen (distalen) Reihe dieser kurzen Knochen an.
Es besitzt auf der Handinnenfläche (palmar) einen kleinen Haken (Hamulus), der zur Seite (lateral) hin gekrümmt ist und der gut durch die Haut tastbar ist. Das Hakenbein steht mit dem kurzen Kleinfingerbeuger (Musculus flexor digiti minimi brevis) und dem Band zwischen Erbsenbein (Os pisiforme) und Hakenbein (Ligamentum pisohamatum) in Beziehung. Körperfern (distal) steht das Hakenbein mit dem vierten und fünften Mittelhandknochen (Os metacarpale IV und Os metacarpale V) in gelenkiger Verbindung. Seitlich steht es mit dem Kopfbein (Os capitatum), körpernah und mittig (medial) mit dem Dreiecksbein (Os triquetrum), körperfern und seitlich mit dem Mondbein (Os lunatum) in Verbindung.